# Miodwa łąkowa
Miodwa łąkowa (Mellinus arvensis) – gatunek owada z rodziny grzebaczowatych.

## Zasięg występowania
Europa, gatunek szeroko rozpowszechniony. Notowany w Andorze, Austrii, Belgii, na Białorusi, w Bułgarii, na Cyprze, w Czechach, Danii, Finlandii, we Francji, w Hiszpanii ( w tym na Balearach), Holandii, Irlandii, Luksemburgu, na Łotwie, w Niemczech, Norwegii, Polsce, Portugalii, na płn. europejskiej części Rosji, w Rumunii, Szwajcarii, Szwecji, na Ukrainie, Węgrzech, w Wielkiej Brytanii, oraz we Włoszech (w tym na Sycylii).
W Polsce występuje licznie w całym kraju.

## Budowa ciała
Samice osiągają 11-16 mm długości, zaś samce 7-11 mm. Odwłok stosunkowo gruby, gruszkowatego kształtu.
Ubarwienie ciała czarno-żółte, błyszczące.U samca pierwsza  z żółtych przepasek na odwłoku przerwana w górnej części, u samicy zaś - pełna.

## Biologia i ekologia

### Tryb życia i biotop
Występuje w różnych środowiskach, często na terenach zamieszkanych. Nierzadko bytuje gromadnie, osiadając samotne drzewa czy krzewy. Aktywna od lipca do listopada, jest najpóźniej pojawiającym się krajowym przedstawicielem rodziny grzebaczowatych.

### Odżywianie
Imago zjadają nektar i spadź. Samice czasami łapią muchówki i ugniatają je, spijając treść wypływającą z ich otworu gębowego. Larwy żywią się sparaliżowanymi, żywymi muchówkami, zwykle z rodzin bzygowatych, muchowatych, i plujkowatych.

### Rozród
Gniazdowanie odbywa się zwykle gromadnie. Samice rywalizują między sobą, zawłaszczając sobie nawzajem gniazda.